# Mesochorus
Mesochorus är ett släkte av steklar som beskrevs av Johann Ludwig Christian Gravenhorst 1829. Mesochorus ingår i familjen brokparasitsteklar.

## Dottertaxa tillMesochorus, i alfabetisk ordning[1][2]
- Mesochorus abolitus
- Mesochorus aboriginalis
- Mesochorus abraxator
- Mesochorus abruptus
- Mesochorus absonus
- Mesochorus aculeatus
- Mesochorus aculeus
- Mesochorus acuminatus
- Mesochorus acutus
- Mesochorus aestivus
- Mesochorus aggestus
- Mesochorus aggressor
- Mesochorus agilis
- Mesochorus agnellonis
- Mesochorus alajuelicus
- Mesochorus alaskensis
- Mesochorus albarascae
- Mesochorus albicinctus
- Mesochorus albifacies
- Mesochorus albionis
- Mesochorus albolimbatus
- Mesochorus alpestris
- Mesochorus alpigenus
- Mesochorus alternus
- Mesochorus altissimus
- Mesochorus alveus
- Mesochorus amabilis
- Mesochorus americanus
- Mesochorus amnicolaris
- Mesochorus amoenus
- Mesochorus anglicus
- Mesochorus angularis
- Mesochorus angustatus
- Mesochorus angustistigmatus
- Mesochorus anhalthinus
- Mesochorus annulatus
- Mesochorus anomalus
- Mesochorus antefurcalis
- Mesochorus anthracinus
- Mesochorus antilliensis
- Mesochorus apantelis
- Mesochorus applanatus
- Mesochorus aquilonis
- Mesochorus aquilus
- Mesochorus aquoreus
- Mesochorus aranealis
- Mesochorus aranearum
- Mesochorus araucoensis
- Mesochorus arcticus
- Mesochorus arduus
- Mesochorus arenarius
- Mesochorus areolaris
- Mesochorus areolatus
- Mesochorus argentinicus
- Mesochorus argus
- Mesochorus argutus
- Mesochorus arietinus
- Mesochorus artus
- Mesochorus asperifrons
- Mesochorus asymmetricus
- Mesochorus ater
- Mesochorus atratus
- Mesochorus atricoxalis
- Mesochorus atriventris
- Mesochorus attenuatus
- Mesochorus aulacis
- Mesochorus aurantiacus
- Mesochorus aureus
- Mesochorus bahiae
- Mesochorus balteatus
- Mesochorus basalis
- Mesochorus basilewskyi
- Mesochorus bavaricus
- Mesochorus bellus
- Mesochorus betuletus
- Mesochorus bicinctus
- Mesochorus bicolor
- Mesochorus bilineatus
- Mesochorus bipartitus
- Mesochorus bituberculatus
- Mesochorus blanditus
- Mesochorus bocainensis
- Mesochorus boliviensis
- Mesochorus boreomontanus
- Mesochorus boreus
- Mesochorus bracatus
- Mesochorus brasiliensis
- Mesochorus brevipetiolatus
- Mesochorus britannicus
- Mesochorus broccus
- Mesochorus brullei
- Mesochorus bucculentus
- Mesochorus bulbosus
- Mesochorus bulgaricus
- Mesochorus bullatus
- Mesochorus caccabatus
- Mesochorus cacuminis
- Mesochorus calais
- Mesochorus calidus
- Mesochorus caligator
- Mesochorus callidus
- Mesochorus callis
- Mesochorus campestris
- Mesochorus canalis
- Mesochorus canaveseus
- Mesochorus capeki
- Mesochorus carceratus
- Mesochorus carinatus
- Mesochorus carinifrons
- Mesochorus carintiacus
- Mesochorus carolinensis
- Mesochorus castaneus
- Mesochorus castellanus
- Mesochorus cataclysmi
- Mesochorus cestus
- Mesochorus chasseralis
- Mesochorus chilensis
- Mesochorus cholulaensis
- Mesochorus chrysurus
- Mesochorus cimbicis
- Mesochorus cinctus
- Mesochorus cingulatus
- Mesochorus circinus
- Mesochorus claristigmaticus
- Mesochorus clarus
- Mesochorus clinatus
- Mesochorus coartatus
- Mesochorus cognatus
- Mesochorus columbiae
- Mesochorus columbinus
- Mesochorus compressus
- Mesochorus comptus
- Mesochorus concavus
- Mesochorus concolor
- Mesochorus confusus
- Mesochorus conicus
- Mesochorus conjunctus
- Mesochorus conspicuus
- Mesochorus constrictus
- Mesochorus contractus
- Mesochorus convallis
- Mesochorus convexus
- Mesochorus coreensis
- Mesochorus coronatus
- Mesochorus costaricensis
- Mesochorus cracentis
- Mesochorus crassimanus
- Mesochorus cristatus
- Mesochorus cubensis
- Mesochorus culmosus
- Mesochorus cupreatus
- Mesochorus curvicauda
- Mesochorus curvulus
- Mesochorus cuspidatus
- Mesochorus cuzcoensis
- Mesochorus cyparissiae
- Mesochorus daedalus
- Mesochorus debilis
- Mesochorus deceptus
- Mesochorus declinans
- Mesochorus decoratus
- Mesochorus deficiens
- Mesochorus deletus
- Mesochorus dentatus
- Mesochorus dentus
- Mesochorus depressus
- Mesochorus desertorum
- Mesochorus dessauensis
- Mesochorus dilatus
- Mesochorus dilleri
- Mesochorus dilobatus
- Mesochorus dilutus
- Mesochorus diluvius
- Mesochorus dimidiator
- Mesochorus dimidiatus
- Mesochorus discitergus
- Mesochorus discolor
- Mesochorus dispar
- Mesochorus dissimilis
- Mesochorus dissitus
- Mesochorus distentus
- Mesochorus divaricatus
- Mesochorus divergentus
- Mesochorus diversus
- Mesochorus doleri
- Mesochorus dolorosus
- Mesochorus dolosus
- Mesochorus dormitorius
- Mesochorus doryssus
- Mesochorus dreisbachi
- Mesochorus dumosus
- Mesochorus ebenus
- Mesochorus ecuadorensis
- Mesochorus eichhorni
- Mesochorus ejuncidus
- Mesochorus elegans
- Mesochorus elongatus
- Mesochorus emaciatus
- Mesochorus ensifer
- Mesochorus errabundus
- Mesochorus eruditus
- Mesochorus erythraeus
- Mesochorus eusubtilis
- Mesochorus eximius
- Mesochorus expansus
- Mesochorus exquisitus
- Mesochorus exsertus
- Mesochorus extensator
- Mesochorus extensus
- Mesochorus extraordinarius
- Mesochorus extremus
- Mesochorus facetus
- Mesochorus faciator
- Mesochorus falcatus
- Mesochorus fallax
- Mesochorus fastigatus
- Mesochorus fastuosus
- Mesochorus femoralis
- Mesochorus fennicus
- Mesochorus ferrugineus
- Mesochorus filicornis
- Mesochorus flaemingus
- Mesochorus flammeus
- Mesochorus flavidus
- Mesochorus flavimaculatus
- Mesochorus flexus
- Mesochorus fluvialis
- Mesochorus foersteri
- Mesochorus formosus
- Mesochorus fragilis
- Mesochorus fraterculus
- Mesochorus fraudulentus
- Mesochorus frigidus
- Mesochorus frondosus
- Mesochorus fulgurans
- Mesochorus fulgurator
- Mesochorus fuliginatus
- Mesochorus fulvipes
- Mesochorus fulvus
- Mesochorus funestus
- Mesochorus furvus
- Mesochorus fuscicornis
- Mesochorus fuscus
- Mesochorus gallicator
- Mesochorus gardanus
- Mesochorus gelidus
- Mesochorus gemellus
- Mesochorus gemmatus
- Mesochorus georgievi
- Mesochorus giaglioneus
- Mesochorus gibbosus
- Mesochorus giberius
- Mesochorus gilvus
- Mesochorus gladiator
- Mesochorus gladiatus
- Mesochorus glaucus
- Mesochorus globulator
- Mesochorus gracilentus
- Mesochorus gracilis
- Mesochorus grandidentatus
- Mesochorus grandisops
- Mesochorus gravis
- Mesochorus grenadensis
- Mesochorus haeselbarthi
- Mesochorus halticae
- Mesochorus hamatus
- Mesochorus hashimotoi
- Mesochorus hastatus
- Mesochorus hebraicator
- Mesochorus herero
- Mesochorus hesperus
- Mesochorus heterodon
- Mesochorus hidalgoensis
- Mesochorus hilaris
- Mesochorus hinzi
- Mesochorus hirticoleus
- Mesochorus hispidus
- Mesochorus hollandicus
- Mesochorus holmgreni
- Mesochorus horcomollensis
- Mesochorus horstmanni
- Mesochorus hortensis
- Mesochorus hyalinus
- Mesochorus ibericus
- Mesochorus iburganus
- Mesochorus ichneutese
- Mesochorus ignotus
- Mesochorus illustris
- Mesochorus imitatus
- Mesochorus impiger
- Mesochorus impolitus
- Mesochorus impunctatus
- Mesochorus inaequalis
- Mesochorus inaequidens
- Mesochorus incae
- Mesochorus incisus
- Mesochorus inclusus
- Mesochorus incomptus
- Mesochorus incultus
- Mesochorus indagator
- Mesochorus infacetus
- Mesochorus infensus
- Mesochorus inflatus
- Mesochorus infractus
- Mesochorus infuscatus
- Mesochorus ingentis
- Mesochorus inimicus
- Mesochorus iniquus
- Mesochorus inobseptus
- Mesochorus insignatus
- Mesochorus insolitus
- Mesochorus instriatus
- Mesochorus insularis
- Mesochorus integer
- Mesochorus intermissus
- Mesochorus interruptus
- Mesochorus interstitialis
- Mesochorus intonsus
- Mesochorus inurbanus
- Mesochorus inversus
- Mesochorus iridescens
- Mesochorus iugosus
- Mesochorus jacobus
- Mesochorus jamaicae
- Mesochorus japonicus
- Mesochorus jenensis
- Mesochorus jenniferae
- Mesochorus jihyetanus
- Mesochorus jucundus
- Mesochorus jugicola
- Mesochorus junctus
- Mesochorus juranus
- Mesochorus kamouraskae
- Mesochorus kansensis
- Mesochorus kentuckiensis
- Mesochorus kirunae
- Mesochorus kumatai
- Mesochorus kumganensis
- Mesochorus kuwayamae
- Mesochorus laboriosus
- Mesochorus lacassus
- Mesochorus lacus
- Mesochorus laevigatus
- Mesochorus lanceolatus
- Mesochorus lapideus
- Mesochorus lapponicus
- Mesochorus larentiae
- Mesochorus laricis
- Mesochorus lateralis
- Mesochorus latus
- Mesochorus lautus
- Mesochorus leviculus
- Mesochorus lilioceriphilus
- Mesochorus limae
- Mesochorus limbatus
- Mesochorus liquidus
- Mesochorus lituratus
- Mesochorus lobaticola
- Mesochorus lobatus
- Mesochorus longicauda
- Mesochorus longicoleus
- Mesochorus longidens
- Mesochorus longidentatus
- Mesochorus longiscutatus
- Mesochorus longistigma
- Mesochorus longurius
- Mesochorus luminis
- Mesochorus lunarius
- Mesochorus luridipes
- Mesochorus luteipes
- Mesochorus luteocinctus
- Mesochorus luteolus
- Mesochorus lydae
- Mesochorus macilentus
- Mesochorus macrophyae
- Mesochorus maculatus
- Mesochorus maculitibia
- Mesochorus magnicrus
- Mesochorus magnus
- Mesochorus malaiseus
- Mesochorus maleficus
- Mesochorus mandibularis
- Mesochorus marcapatae
- Mesochorus martinus
- Mesochorus marylandicus
- Mesochorus masoni
- Mesochorus matucanae
- Mesochorus maurus
- Mesochorus maximus
- Mesochorus medius
- Mesochorus melalophacharopse
- Mesochorus melanothorax
- Mesochorus melinus
- Mesochorus melleus
- Mesochorus mellis
- Mesochorus mellumiensis
- Mesochorus meridionator
- Mesochorus messaureus
- Mesochorus microbathros
- Mesochorus miniatus
- Mesochorus minowai
- Mesochorus minutulus
- Mesochorus mirabilis
- Mesochorus mirandae
- Mesochorus moabae
- Mesochorus modestus
- Mesochorus molestus
- Mesochorus monacensis
- Mesochorus monomaculatus
- Mesochorus montanus
- Mesochorus montis
- Mesochorus morenator
- Mesochorus moskwanus
- Mesochorus mucronatus
- Mesochorus mulleolus
- Mesochorus mulleri
- Mesochorus multilineatus
- Mesochorus multipunctatus
- Mesochorus muscosus
- Mesochorus myrtilli
- Mesochorus naknekensis
- Mesochorus naturnsis
- Mesochorus necatorius
- Mesochorus neglectus
- Mesochorus nematus
- Mesochorus nemus
- Mesochorus nepalensis
- Mesochorus neuquenensis
- Mesochorus nichelinus
- Mesochorus niger
- Mesochorus nigrifemoratus
- Mesochorus nigripes
- Mesochorus nigrithorax
- Mesochorus nigritulus
- Mesochorus nikolauseus
- Mesochorus nitidus
- Mesochorus nkulius
- Mesochorus noctivagus
- Mesochorus norrbyneus
- Mesochorus notialis
- Mesochorus novateutoniae
- Mesochorus nox
- Mesochorus noxiosus
- Mesochorus nuncupator
- Mesochorus oaxacae
- Mesochorus obliterator
- Mesochorus obliteratus
- Mesochorus oblitus
- Mesochorus obscurus
- Mesochorus obsoletus
- Mesochorus olerum
- Mesochorus olitorius
- Mesochorus ontariensis
- Mesochorus opacus
- Mesochorus oppacheus
- Mesochorus oranjeanus
- Mesochorus orbis
- Mesochorus orbitalis
- Mesochorus orestes
- Mesochorus orientalis
- Mesochorus ornatus
- Mesochorus oshobotrianus
- Mesochorus ottawaensis
- Mesochorus owenae
- Mesochorus ovimaculatus
- Mesochorus oxfordensis
- Mesochorus palanderi
- Mesochorus palinensis
- Mesochorus palliolatus
- Mesochorus pallipes
- Mesochorus palmaricus
- Mesochorus palus
- Mesochorus panamensis
- Mesochorus paraensis
- Mesochorus parallelus
- Mesochorus parilis
- Mesochorus parvioculatus
- Mesochorus parvus
- Mesochorus pascuus
- Mesochorus paulus
- Mesochorus pectinatus
- Mesochorus pectinellus
- Mesochorus pectinipes
- Mesochorus pectoralis
- Mesochorus pektusanus
- Mesochorus peltatus
- Mesochorus pelvis
- Mesochorus pentagonalis
- Mesochorus peremptor
- Mesochorus perforatus
- Mesochorus perniciosus
- Mesochorus personatus
- Mesochorus perticatus
- Mesochorus perugianus
- Mesochorus peruvianus
- Mesochorus petilus
- Mesochorus petiolaris
- Mesochorus petiolus
- Mesochorus pharaonis
- Mesochorus philippinensis
- Mesochorus phyllodectae
- Mesochorus piceanus
- Mesochorus piceus
- Mesochorus picticrus
- Mesochorus pictilis
- Mesochorus piemontensis
- Mesochorus pieridicola
- Mesochorus pilicornis
- Mesochorus pilosus
- Mesochorus pinarae
- Mesochorus pini
- Mesochorus pizzighettoneus
- Mesochorus placitus
- Mesochorus planus
- Mesochorus platygorytos
- Mesochorus plebejanus
- Mesochorus plumosus
- Mesochorus politus
- Mesochorus postfurcalis
- Mesochorus praeclarus
- Mesochorus probus
- Mesochorus procerus
- Mesochorus prolatus
- Mesochorus prolixus
- Mesochorus prominens
- Mesochorus properatus
- Mesochorus prothoracicus
- Mesochorus provocator
- Mesochorus pueblicus
- Mesochorus pullatus
- Mesochorus pullus
- Mesochorus pumilionis
- Mesochorus pumilus
- Mesochorus punctifrons
- Mesochorus punctipleuris
- Mesochorus pungens
- Mesochorus pusillus
- Mesochorus puteolus
- Mesochorus pyramideus
- Mesochorus pyrenaeus
- Mesochorus quercus
- Mesochorus rallus
- Mesochorus rapae
- Mesochorus recurvatus
- Mesochorus reflexus
- Mesochorus remotus
- Mesochorus repandus
- Mesochorus restrictus
- Mesochorus revocatus
- Mesochorus rhadinus
- Mesochorus rilaensis
- Mesochorus riparius
- Mesochorus rivanus
- Mesochorus robustus
- Mesochorus roccanus
- Mesochorus rubeculus
- Mesochorus rubidus
- Mesochorus rubranotatus
- Mesochorus rudis
- Mesochorus ruficornis
- Mesochorus rufithorax
- Mesochorus rufoniger
- Mesochorus rufopetiolatus
- Mesochorus rugatus
- Mesochorus rupesus
- Mesochorus russatus
- Mesochorus rusticus
- Mesochorus rutilus
- Mesochorus sabulosus
- Mesochorus salicis
- Mesochorus samarae
- Mesochorus sardegnae
- Mesochorus savoianus
- Mesochorus sawoniewiczi
- Mesochorus scabrosus
- Mesochorus scandinavicus
- Mesochorus scaramozzinoi
- Mesochorus schwarzi
- Mesochorus scopulus
- Mesochorus scorteus
- Mesochorus scrobiculatus
- Mesochorus sculpturatus
- Mesochorus scutellaris
- Mesochorus sedis
- Mesochorus semirufus
- Mesochorus seniculus
- Mesochorus seorakensis
- Mesochorus septentrionalis
- Mesochorus sicculus
- Mesochorus similaris
- Mesochorus similis
- Mesochorus sinaloensis
- Mesochorus sincerus
- Mesochorus skaneus
- Mesochorus slawicus
- Mesochorus soderlundi
- Mesochorus solidus
- Mesochorus solitarius
- Mesochorus solus
- Mesochorus sordidus
- Mesochorus speciosus
- Mesochorus spessartaeus
- Mesochorus spilotus
- Mesochorus spinosus
- Mesochorus splendidulus
- Mesochorus stenotus
- Mesochorus sternalis
- Mesochorus stigmator
- Mesochorus stigmatus
- Mesochorus strigosus
- Mesochorus stubaianus
- Mesochorus styriacus
- Mesochorus subfuscus
- Mesochorus sublimis
- Mesochorus subtilis
- Mesochorus subulatus
- Mesochorus suecicus
- Mesochorus sufflatus
- Mesochorus sulcatus
- Mesochorus sulcifer
- Mesochorus sulphuripes
- Mesochorus suomiensis
- Mesochorus superbus
- Mesochorus surinamensis
- Mesochorus svenssoni
- Mesochorus sylvarum
- Mesochorus tachinae
- Mesochorus tachinidaeus
- Mesochorus taeniatus
- Mesochorus taiwanensis
- Mesochorus takizawai
- Mesochorus tantillus
- Mesochorus tarnabyanus
- Mesochorus tattakensis
- Mesochorus temporalis
- Mesochorus tenebricosus
- Mesochorus tenthredinidis
- Mesochorus tenuigenae
- Mesochorus tenuis
- Mesochorus tenuiscapus
- Mesochorus terebratus
- Mesochorus terminalis
- Mesochorus terrosus
- Mesochorus testaceus
- Mesochorus tetricus
- Mesochorus tibialis
- Mesochorus tipularius
- Mesochorus torosus
- Mesochorus totonacus
- Mesochorus townesi
- Mesochorus transversus
- Mesochorus trentinus
- Mesochorus triangularis
- Mesochorus triangulus
- Mesochorus trifoveatus
- Mesochorus triquetrus
- Mesochorus trisulcatus
- Mesochorus trossulus
- Mesochorus tuberculiger
- Mesochorus tucumanensis
- Mesochorus tumidifrons
- Mesochorus tumidus
- Mesochorus tundracolus
- Mesochorus turbidus
- Mesochorus turgidus
- Mesochorus tyroliensis
- Mesochorus ukiahensis
- Mesochorus unicarinatus
- Mesochorus unicinctor
- Mesochorus uniformis
- Mesochorus vafer
- Mesochorus valdierius
- Mesochorus validus
- Mesochorus varianus
- Mesochorus varius
- Mesochorus vejanus
- Mesochorus velatus
- Mesochorus velox
- Mesochorus veluminis
- Mesochorus venerandus
- Mesochorus venustus
- Mesochorus veracruzi
- Mesochorus verecundus
- Mesochorus versicolor
- Mesochorus versiculus
- Mesochorus versuranus
- Mesochorus versutus
- Mesochorus vetulus
- Mesochorus viator
- Mesochorus villosus
- Mesochorus windsorianus
- Mesochorus vinnulus
- Mesochorus virgatus
- Mesochorus vittator
- Mesochorus vitticollis
- Mesochorus xanthurus
- Mesochorus yosemite
- Mesochorus zoerneri
- Mesochorus zonatus
- Mesochorus zwakhalsi
- Mesochorus zwettleus
- Mesochorus zygaenae
- Mesochorus zyganaus